# Gil de Roca Sales
Alfredo Pozoco, conhecido como Gil de Roca Sales (Roca Sales, 29 de junho de 1933 - Porto Alegre, 15 de julho de 2024), foi um padre católico, frei capuchinho e maestro, arranjador e compositor brasileiro, dedicado ao canto coral.

## Biografia
Ingressou na Ordem dos Capuchinhos, em 1958 foi ordenado sacerdote, e formou-se em Filosofia em Ijuí e Teologia em Porto Alegre. Depois abandonou a Igreja, casando-se em 1972 com a soprano Ondina da Silva.
Teve formação musical no Instituto Pio X do Rio de Janeiro, filiado à escola de canto gregoriano de Solesmes. Disse o artista que apesar de ter recebido treinamento específico, no seu tempo de estudante era seminarista, e isso não permitia uma interação constante com o mundo profano, não era permitido ouvir rádio ou ler jornal, e a maior parte de sua aprendizagem de interpretação da música coral ocorreu por meio da audição de gravações e de alguma visita que lhes faziam coros de igrejas.
Iniciou sua carreira regendo o Coral dos Capuchinhos. Sobre este grupo, Rovílio Costa disse: "Cumpre lembrar a grande popularidade que teve, no final de 50 e na década de 60, o Coral dos Capuchinhos, regido por Frei Gil de Roca Sales, com participação em programas especiais de televisão, publicação de dois LPs bem sucedidos e presença no Festival de Coros de Porto Alegre, sempre com primeiro lugar na classificação".
Intensamente dedicado à promoção do canto coral, deixou expressiva discografia, com trinta LPs e nove CDs com diferentes grupos corais. Representou o Brasil em eventos internacionais na América e na Europa. Gravou e fez muitos arranjos do cancioneiro tradicional gauchesco, brasileiro e dos imigrantes italianos. Musicou mais de 60 poesias de Mário Quintana e escreveu música sacra e litúrgica.
"Maestro de reconhecido talento", "eminente regente", foi presença constante no Festival de Coros de Porto Alegre, por muitos anos o maior evento coralístico do estado, chegando a ter repercussão internacional. Apreciando a mistura de peças eruditas com peças populares, introduziu muito repertório desconhecido localmente, estimulou a qualificação dos cantores e dirigiu vários outros grupos, como o Coral da Igreja de Santo Antônio, Coro da Igreja Nossa Senhora de Lourdes, Coral da Associação dos Funcionários do Banco da Província, Coral do Colégio Cruzeiro do Sul, Coral Municipal de Porto Alegre, Coral Massolin de Fiori, Madrigal Palestrina, Coral Municipal de Ijuí e Coro de Câmara Pró Arte. Ao longo de várias décadas foi regente do Madrigal de Porto Alegre e do Coral Banrisul. O maestro Cláudio Ribeiro recordou as serenatas que eram feitas pelo Pró Arte em sua casa: "Pra mim o que ficou muito vivo, foi este momento, por exemplo, das serenatas, em casa, quando vinha o coral do Gil de Roca Sales, o Pró Arte, fazer serenata. Às vezes a gente estava jantando e eles chegavam. A gente ouvia os sons da música, eles cantando lá na janela; a gente parava, todo mundo ia entrando e já iam cantando ali dentro".
Milton Ribeiro o chamou de "uma das grandes figuras do canto coral gaúcho e brasileiro". Quando recebeu da Câmara de Porto Alegre o título de Cidadão Emérito, em 1988, foi louvado pelo vereador Flávio Coulon, em nome das Bancadas do PMDB e PT: "Sua presença constante dignifica nossa Cidade e nosso Estado. E esta homenagem que hoje a Cidade lhe presta não é mais do que o reconhecimento por tudo o que ele já fez, por todos os momentos que criou e ainda há de criar". A vereadora Teresinha Irigaray, em nome das Bancadas do PDT, PFL, PDS e PCB, disse que "o motivo desta homenagem é, em primeiro lugar, a sua competência, a cultura, a arte, que, ao longo do tempo e de sua vida, sempre se fizeram presentes no cotidiano. [...] A Casa do Povo de Porto Alegre lhe presta esta homenagem, porque quer reconhecer, neste título, o seu trabalho, [...] bem como a sua dedicação e o seu amor aos problemas sociais e humanos de nossa comunidade, às vezes a mais carente". Em 2010 seu acervo musical foi lançado digitalmente, oferecendo gratuitamente mais de 170 mil arquivos para consulta e download, incluindo sua produção em arranjo e composição, e canções interpretadas pelos seus coros.
Faleceu em Porto Alegre em 15 de julho de 2024. A Prefeitura de Roca Sales publicou Nota de Pesar, dizendo: "Foi um dos maiores nomes da cultura coral brasileira, com distinções a nível internacional, e composições que marcaram época". No obituário que publicou, José Tramontini disse: "Depois de mais de seis décadas dedicadas ao canto coral, o maestro Gil de Roca Sales faleceu, aos 91, anos, deixando um importante legado: a arte está no detalhe. E foram muitos, e foram lindos. Cada detalhe dos arranjos e composições de sua vasta obra emocionou uma legião de fãs e serviu de referência para artistas de todo o mundo, considerado um marco da cultura coral brasileira". Márcio Buzatto, em nome da Diretoria da Nova Associação Brasileira de Regentes de Coros, declarou: "Gil foi uma das figuras mais importantes do movimento coral brasileiro, especialmente nas décadas de 1960 a a 1990, quando venceu festivais, representou o Brasil em todas capitais e alguns países do exterior, compôs e arranjou inúmeras peças para coro, além de cativar centenas de cantores. Gil foi uma escola inteira para muitos regentes que nele se espelharam. Foi desbravador dos grandes festivais internacionais de Porto Alegre, trazendo a público o melhor da música coral renascentista. Foi motivo para muitos coros europeus e latinos virem ao Brasil, para ouvi-lo. Foi referência internacional".

## Prêmios e distinções
- 1º lugar no Concurso Pan-Americano de Coros, Porto Alegre, 1970, com o Madrigal de Porto Alegre[18]
- 1º e 2º lugares no Concurso de Arranjos do Folclore Gaúcho para Coros, Porto Alegre, 1970, com as obras Piazito Carreteiro, letra e melodia de Luiz Meneses, e Negrinho do Pastoreio, letra e melodia de Luiz Teles
- Medalha Cidade de Porto Alegre, 1971
- Hors concours no Concurso Nacional de Coros, Rio de Janeiro, 1977, com o Madrigal de Porto Alegre
- Cidadão Emérito de Porto Alegre, 1988[14]
- 1º Prêmio no 1º Concurso Nacional de Composição para Canto Coral, Porto Alegre, 1995, com a obra Auto-Retrato, e Menção Honrosa com a obra Poema do Belo, com texto de Mário Quintana[19]
- Troféu Mérito Opinião, do jornal Opinião de Encantado, 2001[16]
- Troféu Negrinho do Pastoreio da Associação Gaúcha Municipalista, na categoria Música Erudita, 2002[20]
- Seu nome batizou o Festival de Música Coral Renascentista de Porto Alegre, 2017[4]
- Placa de Menção Honrosa da Prefeitura de Roca Sales, 2022, "pela relevância do seu trabalho e da sua arte em prol da cultura coral brasileira, bem como na divulgação do Município de Roca Sales em nível nacional".[2]

## Publicações
- Canções, Madrigais, Motetes - Composições e Adaptações para Coro Misto.Porto Alegre: Secovi/Agademi, 2005
- Cantando Quintana, música para 64 poemas de Quintana
- Cantando a Deus, música para composições sacro-religiosas
- Outros Cantares, música para poemas de outros compositores